# Jonas Lössl
Jonas Bybjerg Lössl (Kolding, 1989. február 1. –) dán válogatott labdarúgó, az angol Everton játékosa.

## Pályafutása

### Klubcsapatokban
A Kolding és a Midtjylland korosztályos csapataiban nevelkedett, majd utóbbi klubban lett profi játékos. 2014. június 5-én szerződtette a En Avant de Guingamp csapata. 2016. június 16-án a német 1. FSV Mainz együtteséhez igazolt, miután Loris Karius távozott a Liverpoolhoz. Egy szezont követően 2017 június 30-án kölcsönbe adták az angol Huddersfield Townnak vásárlási opcióval. Augusztus 12-én mutatkozott be a Crystal Palace ellen a bajnokságban. A szerződésben foglalt vásárlási opciót érvényesítették az angolok. 2019. július 1-jén az Everton szerződtette, majd 2020. január 31-én félévre visszatért kölcsönbe előző csapatához.

### A válogatottban
Német nagyszülőktől származik. Részt vett a 2011-es U21-es labdarúgó-Európa-bajnokságon és a 2018-as labdarúgó-világbajnokságon.